# Erich Hula
Erich Hula (* 27. Mai 1900 in Wien; † 18. Mai 1987 in New York City) war ein US-amerikanischer Politikwissenschaftler österreichischer Herkunft. 

## Leben
Hula studierte Rechtswissenschaft an der Universität Wien und war Schüler von Hans Kelsen. Dort wurde er 1924 promoviert. Anschließend setzte er seine Studien auf Basis eines Rockefeller-Stipendiums in Frankreich, Großbritannien und den USA fort. Von 1931 bis 1932 war er Assistent bei Kelsen an der Universität zu Köln. Zwischen 1933 und 1937 wirkte Hula als Arbeiterkammersekretär (erst in Graz, dann in Wien) an der Vorbereitung einer Arbeiterschutzgesetzgebung mit. 1937 hatte er öffentlich gegen die "nationale Aussöhnung" und für den Erhalt eines unabhängigen Staates Österreich plädiert.
Kurz nach dem Anschluss Österreichs emigrierte Hula 1938 gemeinsam mit seiner Ehefrau Annemarie (geb. Sporken) über die Tschechoslowakei, die Schweiz und Großbritannien in die USA. Noch 1938 wurde er außerordentlicher Professor für Politikwissenschaft an der New School in New York City. Von 1944 bis 1967 lehrte er ebendort als ordentlicher Professor. 1945 hatte er die US-amerikanische Staatsbürgerschaft angenommen.
1967 verlieh ihm die Universität Wien den Doktortitel erneut, den ihm die Nationalsozialisten aberkannt hatten.